# ヴァルメト ヴィフーリ
ヴァルメト ヴィフリ
フィンランド中央航空博物館に展示されているVH-18号機
- 用途：練習機
- 製造者：ヴァルメト
- 運用者：フィンランド空軍
- 初飛行：1951年2月6日
- 生産数：51機
- 退役：1959年

ヴァルメト ヴィフリ（Valmet Vihuri、「疾風」）は、1953年から1959年にかけてフィンランド空軍で使用されたフィンランドの複座高等練習機である。

## 歴史
1950年代の初め、航空機製造業のヴァルメト社は自社の経済的苦境にもかかわらず老朽化したフィンランド空軍のVL ピリを代替する新しい航空機の設計を始めた。マルッティ・ヴァイニオ（Martti Vainio）が開発プロジェクトの先任設計者であり、計画の大部分は空力設計技師のハマライネン（L. Hämäläinen）とマントゥサロ（T. Mäntysalo）の手で1948年／1949年にたてられた。エンジンは他に選択肢が無かったので、ブリストル ブレニム爆撃機用にフィンランドでライセンス生産されていたブリストル マーキュリーが選ばれた。試作機（VH-1）は、エスコ・ハルメ（Esko Halme）大尉の操縦で1951年2月6日にタンペレで初飛行した。テスト飛行が成功裏に終わった後、1951年2月27日にフィンランド空軍は「ヴァルメト ヴィフリ II」の名称で30機の量産型を、1954年の秋には更に20機の発展型「ヴァルメト ヴィフリ III」を発注した。3番目の型の全てが1957年2月15日にフィンランド空軍に引き渡された。
ヴァルメト社は3つの型（IからIIIまで）合わせて51機のヴィフリをクオレヴェシ（Kuorevesi）とタンペレの工場で製造し、これらの機体にはVH-1 から VH-51までの登録番号が与えられた。

## 運用

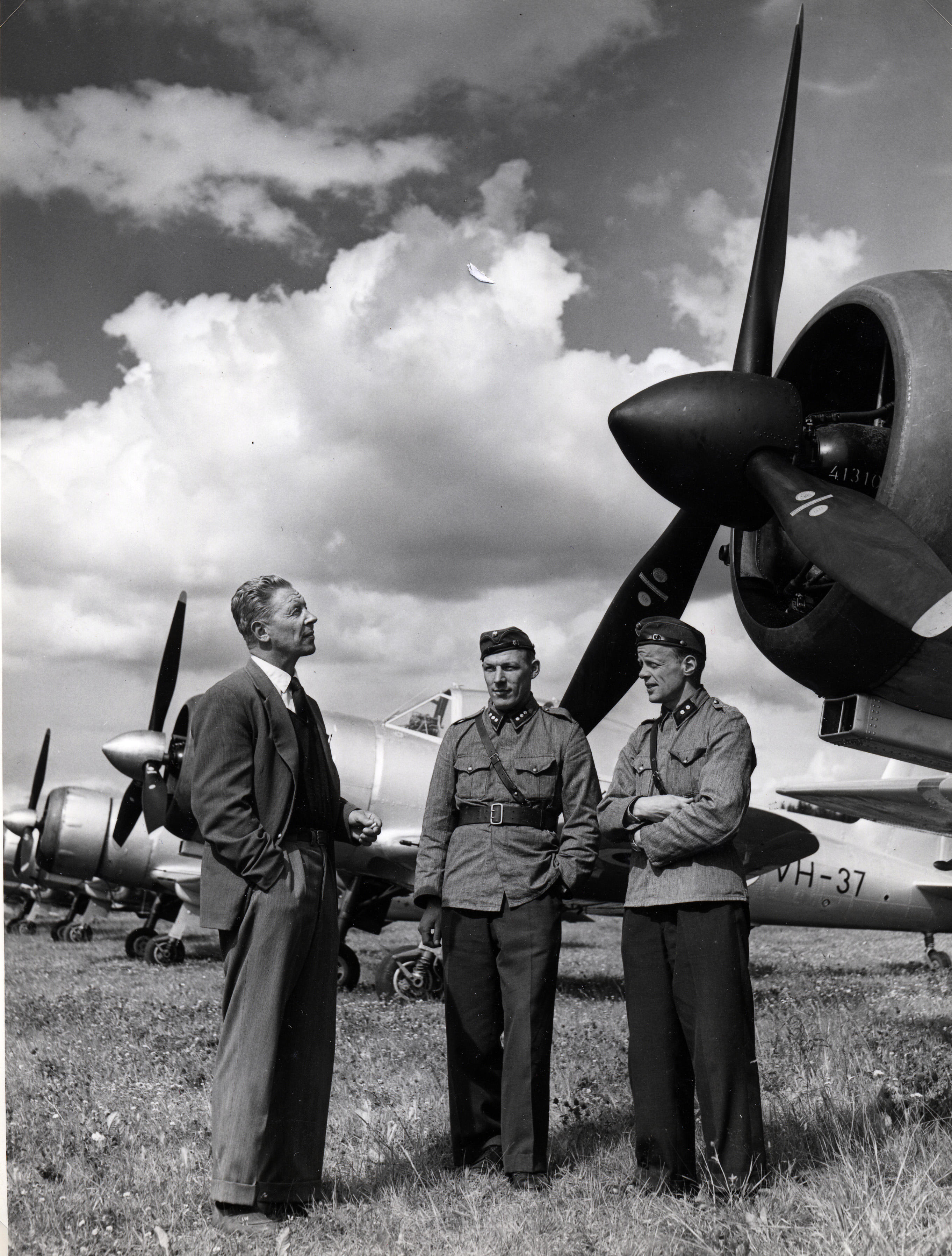
ヴィフーリとテストパイロット（1956年）

ヴィフリは1950年代半ばまでフィンランド空軍で最も使用された航空機であった。本機は事故が多く、報道機関もこのことに関して声高に報じることが多くなってきた。ヴィフリの安全性は政府の掌握事項にさえなってきた。1959年にフィンランドの総理大臣の息子がヴィフリで事故死した後に、本機は永久に飛行停止になった。ヴィフリをチュニジアに売却しようという試みがなされたが成功はしなかった。
調査の後ヴィフリ自体とその設計に問題は無いことと事故のほとんどは操縦士の規則を無視した自滅的飛行によるものであることが明白になったが、全ての機体は1950年代末には十分疲弊していたことも事実だった。機体はスクラップとしてモーセル社（Moser OY）に売却された。VH-18の1機のみがフィンランド中央航空博物館に所蔵され、もう1機VH-25の前部胴体が修復されている。スクラップになった機体の風防が現在もエスポーのクーサコスキ（Kuusakoski）金属再生工場の天窓として残されている。

## 現存機
フィンランド中央航空博物館にVH-18が展示されている。本機は現存する唯一のヴィフリで、802時間飛行した後にカウハヴァ（Kauhava）の空軍学校で教育用の機体として保存されていた。

## 要目
（ヴァルメト ヴィフリ III）
- 乗員：2名
- 全長：8.85 m (29 ft 0 in)
- 全幅：10.4 m (34 ft 1 in)
- 全高：3.66 m (12 ft 0 in)
- 翼面積：18.86 m² (203 sq ft)
- 空虚重量：2,174 kg (4,793 lbs)
- 最大離陸重量：2,704 kg (5,961 lbs)
- エンジン：1 × ブリストル マーキュリー VIII 9気筒 空冷 星型エンジン、626 kW (840 hp)
- 最大速度：444 km/h (276 mph)
- 巡航高度：8,200 m (26,900 ft)
- 航続距離：665 km (413 mi) 2.5 h
- 上昇率：8.1 m/s (26.6 ft/s)

- 武装：
  - 2 × 7,7 mm ブローニング機関銃
  - 4 × 25 kg 爆弾